# ناصر يوسف السميط
المستشار ناصر يوسف السميط ، (1981-) وزير العدل الكويتي في التشكيل الوزاري منذ 12 نوفمبر 2024 حتى الآن.

## عن حياته
ولد ناصر محمد يوسف السميط بدولة الكويت في العام 1981 ، وهو خريج جامعة الكويت عام 2002 ، وحاصل علي شهادة ليسانس الحقوق ، كما أنه حاصل على الماجستير في القانون التجاري والتحكيم من الجامعة الخليجية بمملكة البحرين العام 2009 ، واجتاز الدورة التأسيسية للباحثين القانونيين المؤهلة للتعيين وكيل نيابة بمعهد الكويت للدراسات القضائية والقانونية العام 2005 ، وعمل في عدد من النيابات المختلفة ومنها وكيل للنائب العام من العام 2006 حتى 2014 ونائب مدير نيابة الاحداث بين عامي 2014 و2016 ومدير نيابة الاحداث بين عامي 2016 و2019 ، كما اجتاز الدورة التأسيسية المؤهلة للعمل في القضاء بمعهد الكويت للدراسات القضائية والقانونية العام 2019 ، وكان قاضيا في المحكمة الكلية بدوائر الاحداث والجنح المستأنفة والاستئناف الجزئي والحكومي بين عامي 2019 و2021 ، كما عين رئيس النيابة بمكتب النائب العام بين عامي 2021 و2024 وهو مستشار ومحام عام في النيابة العامة منذ عام 2024 حتى صدور المرسوم بتعيينه وزيرا للعدل الكويتي.

## العضويات والمهام
- ممثل النيابة العامة الكويتية.
- عضو اللجنة الوطنية العليا لحماية الطفل.
- عضو لجان التفتيش القضائي على أعمال وكلاء النيابة.
- الاشراف على أعمال نيابة الاحداث.
- الاشراف علي نيابة الجهراء.
- الاشراف علي نيابة المخدرات والخمور.
- الاشراف علي نيابة الأسرة ومكتب فحص البالغات والشكاوى.
- عضو مجلس تأديب أعضاء السلكين الدبلوماسي والقنصلي بوزارة الخارجية.
- خبيرا من ذوي التخصص في مجال جرائم الاتجار بالبشر بسجل جمعية النواب العموم العرب.
- محاضرا في معهد الكويت للدراسات القضائية والقانونية.
- تدريب الباحثين القانونيين المرشحين للعمل كوكلاء للنائب العام في معهد الكويت للدراسات القضائية والقانونية.[2]